# Амбер алерт
Амбер алерт (енгл. Amber alert; такође АМБЕР алерт, енгл. AMBER alert) јесте систем упозоравања јавности који се покреће као помоћ у тражењу нестале деце. Осмишљен је у САД 1996.
Реч Амбер (енгл. Amber) представља акроним за America's Missing: Broadcast Emergency Response. Упозорење је именовано по деветогодишњој девојчици Амбер Хагерман која је отета и убијена у Арлингтону у Тексасу 1996. Име није свугде исто, па се тако овај систем у Џорџији назива „Левијев позив” (у знак сећања на Левија Фрејдија), на Хавaјима „Мејли Амбер алерт” (у знак сећања на Мејли Гилберт), у Арканзасу „Морган Ник Амбер алерт” (у знак сећања на Моргана Ника), у Јути „Рејчел алерт” (у знак сећања на Рејчел Ранијан), у Србији „Пронађи ме” итд.
Механизам Амбер алерт хитно и истовремено пласира скуп информација кроз што више канала комуникације (телевизија, радио, друштвене мреже, LED билборди, GPS навигације, постери) на читавој територији једне државе, како би целокупно јавно мњење, у кратком року, било обавештено о нестанку детета, његовом изгледу и свим његовим особинама. Амбер алерт обавештава грађане које је дете нестало, када је и где последњи пут виђено, шта је на себи имало обучено и коме треба да се обрате у случају да запазе и препознају дете.
Амбер алерт званично функционише у САД, Белгији, Чешкој, Француској, Немачкој, Грчкој, Малти, Ирској, Пољској, Бугарској, Италији, Холандији, Португалу, Румунији, Шпанији, Уједињеном Краљевству и у Србији. Центар за несталу и злостављану децу (претходно познат као Фондација Тијана Јурић) залагао се за увођење овог система у Србији од 2015. а уведен је 25. октобра 2023.
Према речима Роберта Ховера из Међународног центра за несталу и експлоатисану децу, око 95% случајева, у којима је коришћен Амбер алерт, реши се у року од 72 сата.

## Амбер Хагерман и развијање система
Амбер Хагерман (25. новембар 1986 — 15. јануар 1996) била је деветогодишња девојчица из места Арлингтон, у Тексасу. Она и њен петогодишњи брат, Рики, често су возили бицикле заједно. Била је у тиму извиђача.
Дана 13. јануара 1996. Амбер је возила бицикл на паркингу испред напуштене продавнице. Човек у црном комбију је изашао, насилно узео девојчицу са њеног бицикла и угурао је у своје возило. Она је вриснула једном и ударала свог отмичара, рекао је једини сведок Амберине отмице, комшија Џими Кевил. Он је позвао полицију недуго након што је видео отмицу девојчице, што није помогло ситуацији. Упркос раду више од 50 полицајаца и савезних агената који су учествовали у потрази, нису пронашли девојчицу живу. Пет дана касније, случајни пролазник је пронашао Амберино тело у заливу који је био поплављен након олује; врат јој је био пререзан. Власти су сматрале да је олуја однела Амберино тело у залив, јер радници из окружења нису уочили ништа необично пре ње.
Амберини родитељи, Дона Витсон и Ричард Хагерман нису испрва веровали када им је полиција саопштила несрећну вест. Они су се надали да је њихова девојчица жива и да ће се вратити кући. Међутим, до данас, убица није откривен. Детективи у округу Арлингтон примали су повремене информације које су пратили. Недостатак података и други сведоци након отмице потенцијално су успорили напредак у проналаску девојчице.
Локално становништво се уздигло и запитало да ако локални медији и радио-станице могу прекинути било какав програм и одједном упозорити становништво на предстојеће тешке временске непогоде и друге сличне неприлике, зашто то исто не учинити када је у питању нестанак детета? Телевизијске куће у пределу Далас-Форт ворт започеле су сарадњу са оближњим институцијама за спровођење закона како би заједнички развили систем упозорења за отету децу. Током 1996. друге надлежности широм државе почеле су да успостављају сличне системе за обавештавање јавности о отетој деци. Временом је основан амерички национални програм Амбер алерт, а до фебруара 2005. све државе САД прихватиле су новоосновани програм.
Стручњаци верују да је више од 800 деце успешно пронађено захваљујући овом механизму од децембра 2015.

## Функционисање система
Амбер алерт представља модел ширења и објављивања информација јавности у посебним случајевима нестале деце. Објаве путем различитих медија – телевизијских и радио емисија, интернета, СМС, екрана на банкоматима, ауто-путевима итд. могу да допру до грађана који ће запамтити лице детета и потенцијално га уочити или имати валидне информације које полицији могу да помогну у потрази. Главни циљ система је позивати грађане да све потенцијално корисне податке о нестанку детета пријаве полицији.
Амбер алерт се не објављује у свим случајевима нестанака деце, јер се може претпоставити да људи убрзо више не би реаговали, а тиме би механизам изгубио на корисности и значају. У свакој држави, Алерт се објављује веома ретко. Неопходно је да она јасно успостави недвосмислене и оправдане критеријуме по којима се, по кратком поступку, одлучује да ли одређени нестанак треба да буде објављен у циљу алармирања најшире јавности или не.

## Критеријуми за покретање система
Свака држава има слободу да уведе своје критеријуме у односу на потребе које произилазе из сопствене праксе. Ово су најчешћи критеријуми за покретање Амбер алерта у земљама Европе:
- потрага се врши за малолетном особом (особом млађом од осамнаест година);
- постоји потврда полиције да објава аларма неће угрозити дететов живот;
- постоји сумња да отмичар има намеру да повреди дете;
- доступност основних информација (нпр. изглед детета, шта је дете носило од одеће итд.);
- сумња да нестанак има потенцијално угрожавајуће последице по дететов живот;
- непознате околности нестанка.

Ако је у питању дете које је побегло од куће, механизам се не активира, осим у специфичним околностима и то обично када дете има мање од тринаест година (дете које још увек није у тинејџерском добу).